# 亚沃尔·亚纳基耶夫
亚沃尔·亚纳基耶夫（1985年6月3日—），生于旧扎戈拉，保加利亚男子摔跤运动员。曾参加2008年夏季奥林匹克运动会，最终在男子古典式74公斤级项目上收获一枚铜牌。